# Centriole
Centriolerne er to cylindriske organeller, bestående af korte mikrotubuli, der befinder sig lige uden for kernemembranen indtil metafasen, den anden af Mitosens fire faser, hvor kernemembranen opløses.
De har en vigtig funktion, når cellen deler sig.
Fine tråde, tentråde fra centriolerne trækker i hver sin del af de kopierede kromosomer, når cellen skal deles. Mikrotubuli er nukleerede og organiseret af det såkaldte mikrotubulusorganiserende center (MTOC) En væsentlig struktur, hvori mikrotubuli indgår, er tentrådsapparatet, der dannes i mitosen i eukaryote celler for at sikre en korrekt adskillelse af kromosomerne under celledelingen"